# At-large congresdistrict van Vermont

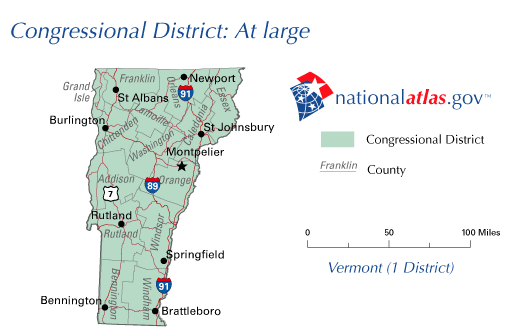
Kaart van het gehele congresdistrict van Vermont

Het at-large congresdistrict van Vermont is een congresdistrict voor het Amerikaanse Huis van Afgevaardigden. Het omvat de hele staat Vermont. Het is een van de congresdistricten die een hele staat vertegenwoordigt. Sinds 1933 is er slechts één vertegenwoordiger voor de staat Vermont. 
Becca Balint van de Democratische Partij vertegenwoordigt het district sinds 2023 in het Huis van Afgevaardigden, haar voorganger was Peter Welch (2007–2023), sindsdien een van de twee senatoren voor de staat samen met diens voorganger Bernie Sanders die senator is sinds 2007.

## Lid van het Huis van Afgevaardigden (1933–heden)
| Lid van het Huis van Afgevaardigden | Lid van het Huis van Afgevaardigden | Lid van het Huis van Afgevaardigden | Ambtstermijn    | Ambtstermijn      | Partij(en) | Verkiezing(en) | Opmerking(en)                                                               |
| ----------------------------------- | ----------------------------------- | ----------------------------------- | --------------- | ----------------- | ---------- | -------------- | --------------------------------------------------------------------------- |
|                                     | Ernest Gibson I                     | Ernest Gibson I (1872–1940)         | 4 maart 1933    | 19 oktober 1933   | R          | 1932           | Senator (1933–1940)                                                         |
| Vacant                              |                                     |                                     |                 |                   |            | 1932           |                                                                             |
|                                     | Charles Plumley                     | Charles Plumley (1875–1964)         | 16 januari 1934 | 3 januari 1951    | R          | 1934 (1)       |                                                                             |
| 1934 (2)                            | Charles Plumley                     | Charles Plumley (1875–1964)         | 16 januari 1934 | 3 januari 1951    | R          |                |                                                                             |
| 1936                                | Charles Plumley                     | Charles Plumley (1875–1964)         | 16 januari 1934 | 3 januari 1951    | R          |                |                                                                             |
| 1938                                | Charles Plumley                     | Charles Plumley (1875–1964)         | 16 januari 1934 | 3 januari 1951    | R          |                |                                                                             |
| 1940                                | Charles Plumley                     | Charles Plumley (1875–1964)         | 16 januari 1934 | 3 januari 1951    | R          |                |                                                                             |
| 1942                                | Charles Plumley                     | Charles Plumley (1875–1964)         | 16 januari 1934 | 3 januari 1951    | R          |                |                                                                             |
| 1944                                | Charles Plumley                     | Charles Plumley (1875–1964)         | 16 januari 1934 | 3 januari 1951    | R          |                |                                                                             |
| 1946                                | Charles Plumley                     | Charles Plumley (1875–1964)         | 16 januari 1934 | 3 januari 1951    | R          |                |                                                                             |
| 1948                                | Charles Plumley                     | Charles Plumley (1875–1964)         | 16 januari 1934 | 3 januari 1951    | R          |                |                                                                             |
|                                     | Winston Prouty                      | Winston Prouty (1907–1971)          | 3 januari 1951  | 3 januari 1959    | R          | 1950           | Senator (1959–1971)                                                         |
| 1952                                | Winston Prouty                      | Winston Prouty (1907–1971)          | 3 januari 1951  | 3 januari 1959    | R          |                | Senator (1959–1971)                                                         |
| 1954                                | Winston Prouty                      | Winston Prouty (1907–1971)          | 3 januari 1951  | 3 januari 1959    | R          |                | Senator (1959–1971)                                                         |
| 1956                                | Winston Prouty                      | Winston Prouty (1907–1971)          | 3 januari 1951  | 3 januari 1959    | R          |                | Senator (1959–1971)                                                         |
|                                     | William Meyer                       | William Meyer (1914–1983)           | 3 januari 1959  | 3 januari 1961    | D          | 1958           |                                                                             |
|                                     | Robert Stafford                     | Robert Stafford (1913–2006)         | 3 januari 1961  | 17 september 1971 | R          | 1960           | Luitenant-gouverneur (1957–1959) Gouverneur (1959–1961) Senator (1971–1989) |
| 1962                                | Robert Stafford                     | Robert Stafford (1913–2006)         | 3 januari 1961  | 17 september 1971 | R          |                | Luitenant-gouverneur (1957–1959) Gouverneur (1959–1961) Senator (1971–1989) |
| 1964                                | Robert Stafford                     | Robert Stafford (1913–2006)         | 3 januari 1961  | 17 september 1971 | R          |                | Luitenant-gouverneur (1957–1959) Gouverneur (1959–1961) Senator (1971–1989) |
| 1966                                | Robert Stafford                     | Robert Stafford (1913–2006)         | 3 januari 1961  | 17 september 1971 | R          |                | Luitenant-gouverneur (1957–1959) Gouverneur (1959–1961) Senator (1971–1989) |
| 1968                                | Robert Stafford                     | Robert Stafford (1913–2006)         | 3 januari 1961  | 17 september 1971 | R          |                | Luitenant-gouverneur (1957–1959) Gouverneur (1959–1961) Senator (1971–1989) |
| 1970                                | Robert Stafford                     | Robert Stafford (1913–2006)         | 3 januari 1961  | 17 september 1971 | R          |                | Luitenant-gouverneur (1957–1959) Gouverneur (1959–1961) Senator (1971–1989) |
| Vacant                              |                                     |                                     |                 |                   |            |                |                                                                             |
|                                     | Richard Mallary                     | Richard Mallary (1929–2011)         | 7 januari 1972  | 3 januari 1975    | R          | 1972 (1)       |                                                                             |
| 1972 (1)                            | Richard Mallary                     | Richard Mallary (1929–2011)         | 7 januari 1972  | 3 januari 1975    | R          |                |                                                                             |
|                                     | Jim Jeffords                        | Jim Jeffords (1934–2014)            | 3 januari 1975  | 3 januari 1989    | R          | 1974           | Senator (1989–2007)                                                         |
| 1976                                | Jim Jeffords                        | Jim Jeffords (1934–2014)            | 3 januari 1975  | 3 januari 1989    | R          |                | Senator (1989–2007)                                                         |
| 1978                                | Jim Jeffords                        | Jim Jeffords (1934–2014)            | 3 januari 1975  | 3 januari 1989    | R          |                | Senator (1989–2007)                                                         |
| 1980                                | Jim Jeffords                        | Jim Jeffords (1934–2014)            | 3 januari 1975  | 3 januari 1989    | R          |                | Senator (1989–2007)                                                         |
| 1982                                | Jim Jeffords                        | Jim Jeffords (1934–2014)            | 3 januari 1975  | 3 januari 1989    | R          |                | Senator (1989–2007)                                                         |
| 1984                                | Jim Jeffords                        | Jim Jeffords (1934–2014)            | 3 januari 1975  | 3 januari 1989    | R          |                | Senator (1989–2007)                                                         |
| 1986                                | Jim Jeffords                        | Jim Jeffords (1934–2014)            | 3 januari 1975  | 3 januari 1989    | R          |                | Senator (1989–2007)                                                         |
|                                     | Peter Plympton Smith                | Peter Plympton Smith (1945)         | 3 januari 1989  | 3 januari 1991    | R          | 1988           |                                                                             |
|                                     | Bernie Sanders                      | Bernie Sanders (1941)               | 3 januari 1991  | 3 januari 2007    | O          | 1990           | Senator (sinds 2007)                                                        |
| 1992                                | Bernie Sanders                      | Bernie Sanders (1941)               | 3 januari 1991  | 3 januari 2007    | O          |                | Senator (sinds 2007)                                                        |
| 1994                                | Bernie Sanders                      | Bernie Sanders (1941)               | 3 januari 1991  | 3 januari 2007    | O          |                | Senator (sinds 2007)                                                        |
| 1996                                | Bernie Sanders                      | Bernie Sanders (1941)               | 3 januari 1991  | 3 januari 2007    | O          |                | Senator (sinds 2007)                                                        |
| 1998                                | Bernie Sanders                      | Bernie Sanders (1941)               | 3 januari 1991  | 3 januari 2007    | O          |                | Senator (sinds 2007)                                                        |
| 2000                                | Bernie Sanders                      | Bernie Sanders (1941)               | 3 januari 1991  | 3 januari 2007    | O          |                | Senator (sinds 2007)                                                        |
| 2004                                | Bernie Sanders                      | Bernie Sanders (1941)               | 3 januari 1991  | 3 januari 2007    | O          |                | Senator (sinds 2007)                                                        |
|                                     | Peter Welch                         | Peter Welch (1947)                  | 3 januari 2007  | 3 januari 2023    | D          | 2006           | Senator (sinds 2023)                                                        |
| 2008                                | Peter Welch                         | Peter Welch (1947)                  | 3 januari 2007  | 3 januari 2023    | D          |                | Senator (sinds 2023)                                                        |
| 2010                                | Peter Welch                         | Peter Welch (1947)                  | 3 januari 2007  | 3 januari 2023    | D          |                | Senator (sinds 2023)                                                        |
| 2012                                | Peter Welch                         | Peter Welch (1947)                  | 3 januari 2007  | 3 januari 2023    | D          |                | Senator (sinds 2023)                                                        |
| 2014                                | Peter Welch                         | Peter Welch (1947)                  | 3 januari 2007  | 3 januari 2023    | D          |                | Senator (sinds 2023)                                                        |
| 2016                                | Peter Welch                         | Peter Welch (1947)                  | 3 januari 2007  | 3 januari 2023    | D          |                | Senator (sinds 2023)                                                        |
| 2018                                | Peter Welch                         | Peter Welch (1947)                  | 3 januari 2007  | 3 januari 2023    | D          |                | Senator (sinds 2023)                                                        |
| 2020                                | Peter Welch                         | Peter Welch (1947)                  | 3 januari 2007  | 3 januari 2023    | D          |                | Senator (sinds 2023)                                                        |
|                                     | Becca Balint                        | Becca Balint (1968)                 | 3 januari 2023  | heden             | D          | 2022           |                                                                             |